# Krajewo Wielkie (województwo mazowieckie)
Krajewo Wielkie – wieś w Polsce położona w województwie mazowieckim, w powiecie przasnyskim, w gminie Krzynowłoga Mała. Ma status sołectwa.
| SIMC    | Nazwa              | Rodzaj     |
| ------- | ------------------ | ---------- |
| 0512438 | Krajewo-Cepki      | przysiółek |
| 0512421 | Krajewo-Darmopychy | przysiółek |

W latach 1975–1998 miejscowość administracyjnie należała do województwa ostrołęckiego.
Przez miejscowość przepływa Ulatówka, niewielka rzeka dorzecza Narwi, dopływ Orzyca.